# Jane Colebrook
Katrina Jane Weston, nata Colebrook, già Finch (8 novembre 1957), è un'ex mezzofondista britannica.

## Palmarès

### Mondiali indoor
- 1 medaglia:
  - 1 argento (Parigi 1985 negli 800 m piani)

### Europei indoor
- 1 medaglia:
  - 1 oro (San Sebastián 1977 negli 800 m piani)

### Giochi del Commonwealth
- 1 medaglia:
  - 1 bronzo (Edmonton 1978 negli 800 m piani)